# Luogosanto
Luogosanto (sardisk: Locusàntu, Logusàntu) er en by og en kommune (comune) i provinsen Sassari i regionen Sardinien i Italien. Byen ligger i 321 meters højde og har 1.883 indbyggere (2016). Kommunen har et areal på 135,07 km² og grænser til kommunerne Aglientu, Arzachena, Luras og Tempio Pausania.